# أبحاث مايكروسوفت
أبحاث مايكروسوفت (MSR) هي شركة بحثية تابعة لشركة مايكروسوفت. تم إنشاؤه في عام 1991 من قبل ريتشارد راشد، بيل غيتس وناثان ميرفولد بقصد تطوير الحوسبة الحديثة وحل المشكلات العالمية الصعبة من خلال الابتكار التكنولوجي بالتعاون مع الأكاديميين والحكوميين والباحثين في الصناعة. يضم فريق أبحاث مايكروسوفت أكثر من 1000 عالم من علماء الحاسوب والفيزيائيين والمهندسين وعلماء الرياضيات، بما في ذلك الفائزون بجائزة تورنغ، والفائزون بميدالية فيلدز، وزملاء ماك آرثر، والفائزون بجائزة ديكسترا.
تشمل شركة أبحاث مايكروسوفت مختبرات أبحاث مايكروسوفت  الأساسية و أبحاث مايكروسوفت AI و أبحاث مايكروسوفت NExT (للتجارب والتقنيات الجديدة) وجهود احتضان أخرى يديرها نائب رئيس الشركة بيتر لي.

## مجالات العمل
يتم تصنيف أبحاث مايكروسوفت في المجالات الاساسية التالية:
- Algorithms and نظرية الحوسبة
- التواصل والتعاون
- اللغويات حاسوبية
- الحوسبة العلمية
- الرؤية الحاسوبية
- نظم تشغيل الحاسوب والشبكات
- التنقيب في البيانات وإدارة البيانات
- الاقتصاد و الحوسبة الاقتصادية
- التعليم والتلعيب
- رسوميات حاسوبية و الوسائط المتعددة
- Hardware وembedded systems
- الصحة والرفاهية
- تفاعل إنساني حاسوبي
- تعلم الآلة وذكاء اصطناعي
- حوسبة متنقلة
- حساب كمومي
- محرك بحث، استرجاع المعلومات, وإدارة المعرفة
- Security وخصوصية
- وسائل تواصل اجتماعي
- Social sciences
- تطوير برمجيات
- أدوات البرمجة ولغة برمجة
- تعرف على الكلام، synthesis, ونظام حوار
- التكتولوجيا للأسواق الناشئة
- عملة معماة[3]

## مختبرات الابحاث
لدى أبحاث مايكروسوفت معامل بحثية حول العالم بما في ذلك القائمة غير الشاملة التالية:

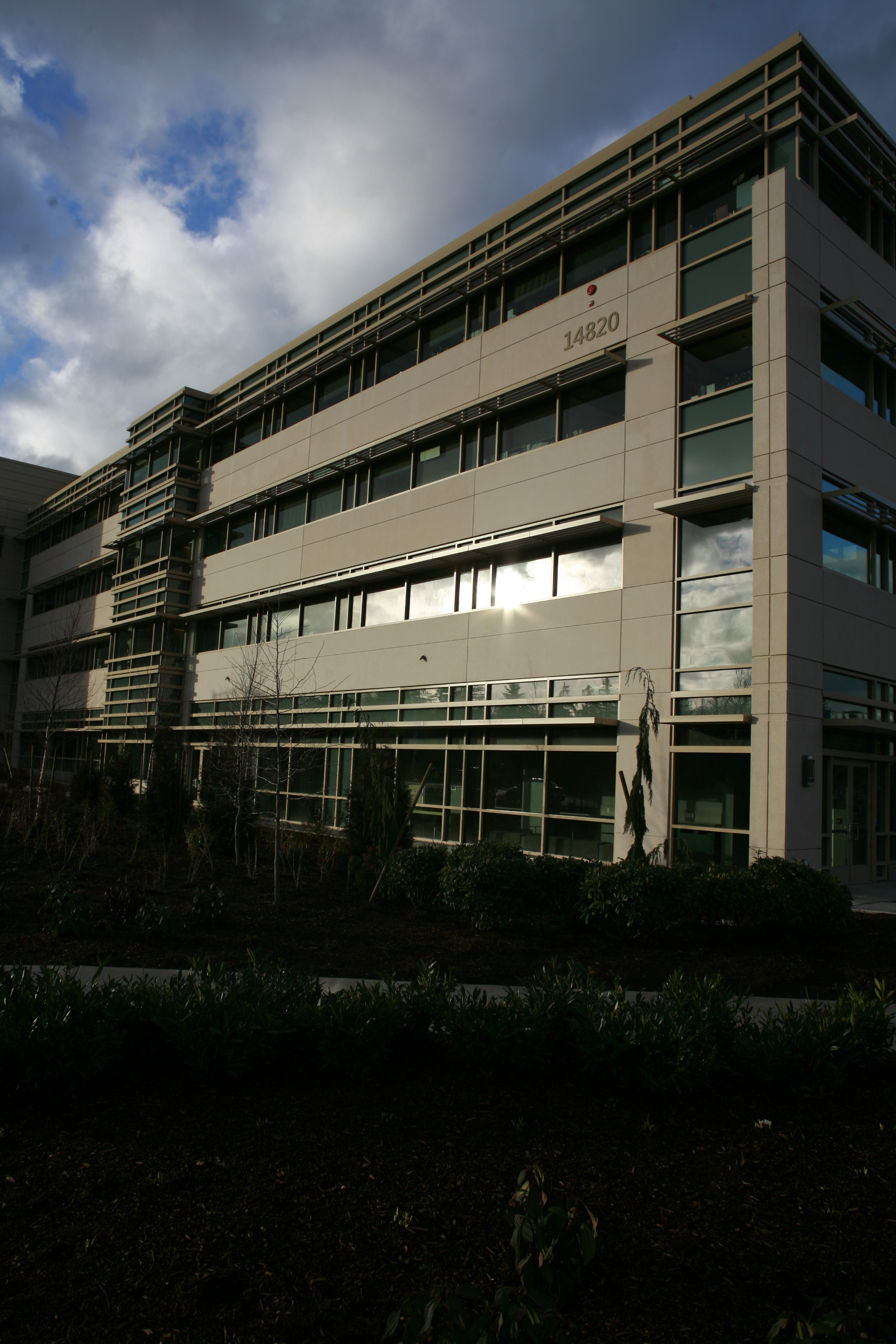
Microsoft Research Redmond

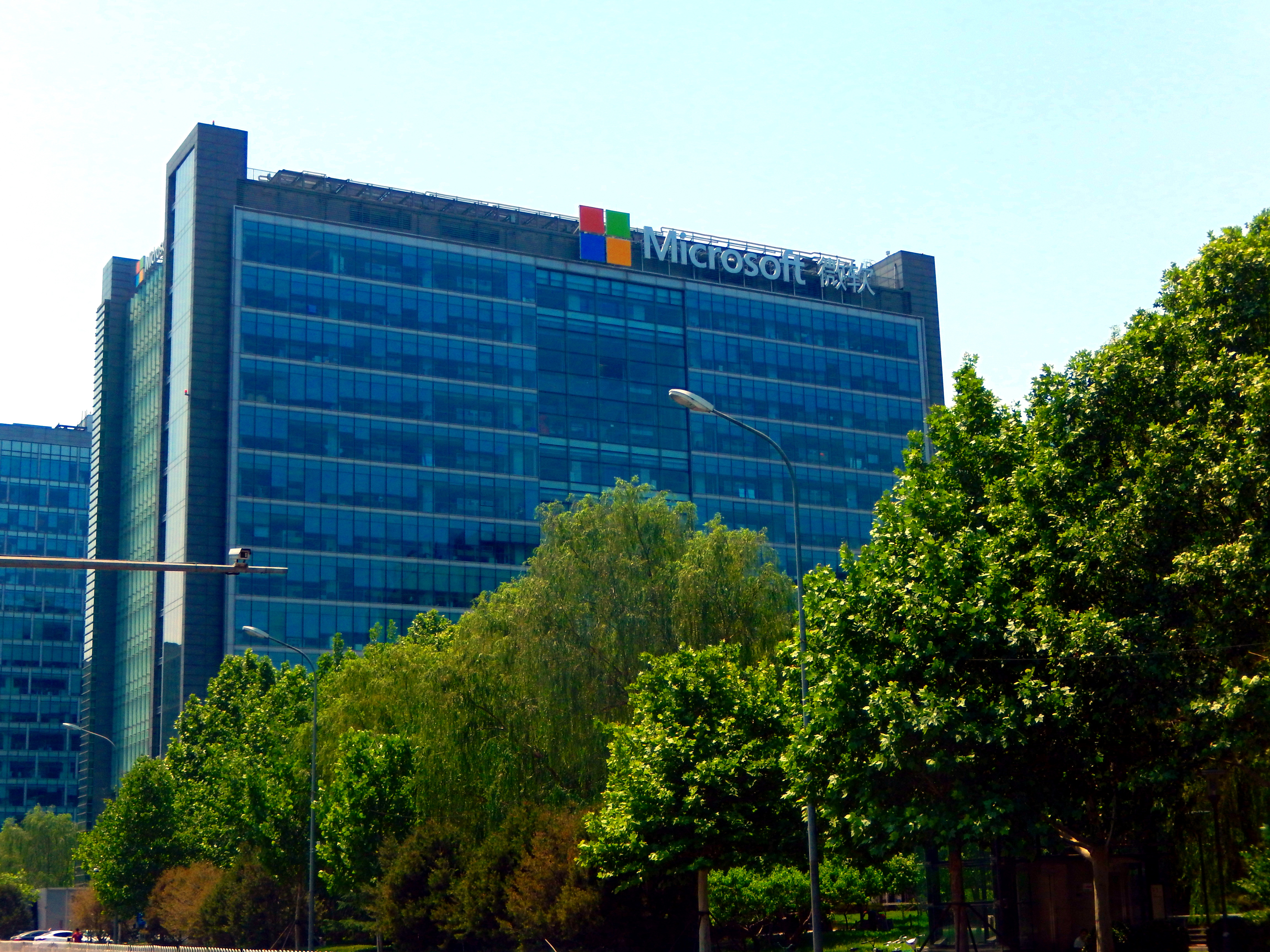
Microsoft Research Asia, Beijing

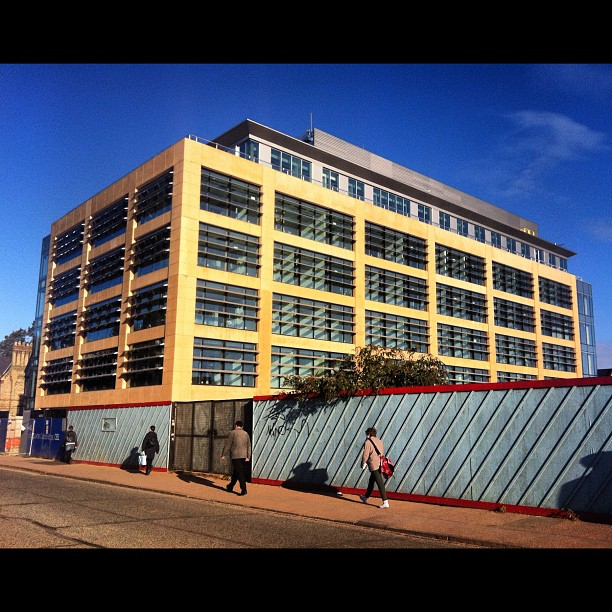
Microsoft Research Cambridge

- Microsoft Research Cambridge was founded in the United Kingdom in 1997 by روجر مايكل نيدام [الإنجليزية] and is headed by كريستوفر بيشوب. .[بحاجة لمصدر]
- Microsoft Research Asia (MSRA) was founded in Beijing in November 1998. [5]
- Microsoft Research India is sited in بنغالور (Bangalore) and is headed by Sriram Rajamani.[6]
- Microsoft Research Station Q, on the campus of the جامعة كاليفورنيا (سانتا باربرا), was founded in 2005. .[بحاجة لمصدر]
- Microsoft Research New England was established in 2008 in Cambridge, Massachusetts adjacent to the MIT campus by Jennifer Chayes who also manages the New York and Montreal labs.  [بحاجة لمصدر]
- Microsoft Research New York City was established on  2012.  .[بحاجة لمصدر]
- Microsoft Research Montreal was established after the acquisition of Maluuba by Microsoft in 2017.[7]

## المعامل البحثية السابقة
تم تأسيس مختبر أبحاث مايكروسوفت سيلكون فالي، الواقع في ماونتن فيو، كاليفورنيا في أغسطس 2001 وأغلق في سبتمبر 2014. ركزت أبحاث المختبر  على الحوسبة الموزعة وتضمنت الأمان والخصوصية، والبروتوكولات، والتسامح مع الأخطاء، والأنظمة واسعة النطاق، التزامن الحاسوبي، ومعمارية الحاسوب، والبحث والخدمات على الإنترنت، والنظرية ذات الصلة.

## الاتفاقيات والتعاون
تستثمر شركة أبحاث مايكروسوفت في بحث مشترك متعدد السنوات مع المؤسسات الأكاديمية في مركز برشلونة للحوسبة الفائقة  المعهد الفرنسي للأبحاث في علوم الحاسب الآلي والأتمتة،  جامعة كارنيجي ميلون، معهد ماساتشوستس للتكنولوجيا، مؤسسة أبحاث ساو باولو (FAPESP)، مركز أبحاث مايكروسوفت للـ NUI الاجتماعي.